# 伯伊庫萊什蒂鄉
45°04′N 24°42′E / 45.067°N 24.700°E
伯伊庫萊什蒂鄉（羅馬尼亞語：Comuna Băiculești, Argeș），是羅馬尼亞的鄉份，位於該國中南部，由阿爾傑什縣負責管轄，面積76平方公里，海拔高度525米，2009年人口6,235，人口密度每平方公里82人。